# Buxus revoluta
Buxus revoluta är en buxbomsväxtart som först beskrevs av Nathaniel Lord Britton, och fick sitt nu gällande namn av Charles Marie Joseph Mathieu. Buxus revoluta ingår i släktet buxbomar, och familjen buxbomsväxter. Inga underarter finns listade i Catalogue of Life.